# DK6
La centrale électrique thermique DK6 est une centrale à cycle combiné de 790 MW située à Dunkerque dans l'usine sidérurgique d'ArcelorMittal. Elle est gérée par Engie et est alimentée par les gaz sidérurgiques d’ArcelorMittal, ainsi que par du gaz naturel depuis le Terminal méthanier de Loon-Plage situé à une dizaine de kilomètres. En 2017, la centrale a produit 4,02 TWh dont 2,32 TWh ont été réinjectés sur le réseau national, le reste étant utilisé par ArcelorMittal.

## Présentation
DK6 est née de la rencontre d’intérêts convergents entre Arcelor et Gaz de France. Le groupe sidérurgiste souhaitait, sur son site de Dunkerque, valoriser ses gaz de haut fourneau et de cokerie, et réduire sa facture énergétique. Elle fut mise en service en 2005. Quand la centrale tourne à pleine puissance, l’électricité produite permet de couvrir les besoins d’Arcelor Mittal Dunkerque (255 MW), le reste (535 MW) étant revendu sur le marché de l’électricité.
La centrale comporte deux tranches de 395 MW chacune, chaque tranche associant une turbine à combustion d'une puissance de 165 MW et une turbine à vapeur de 230 MW. Avec sa puissance électrique de 790 MW, DK6 était la plus importante centrale à cycle combiné de France avant la mise en service des deux CCG EDF de Martigues qui totalisent 930 MW.
Les gaz de haut-fourneau avaient déjà été utilisés à Dunkerque lors de l'implantation de la Centrale thermique de Dunkerque de 1962.

## Historique
Après la Seconde Guerre mondiale, l'agglomération dunkerquoise est détruite à 70 %, le port à 100 %, les habitants vivent dans des « chalets » préfabriqués et le village de Grande-Synthe, anéanti. Les Anglais ont bombardé en 1944 l'ex-centrale électrique au charbon de l'usine Lesieur (entreprise) qui servait entièrement à la consommation des particuliers depuis quelques mois, pour pallier les coupures de courant. Théodore Leveau et Jean Niermans lancent la reconstruction. En 1957, le port est reconstruit en ZIP (zone industrialoportuaire), avec de grands travaux pour le creusement de bassins à flot, comme dans celui de Rotterdam. Dès 1959, il accueille l'usine Usinor, ouverte en 1962, l'agglomération passe de  Dunkerque#De la reconstruction à nos jours 70 000 à 200 000 habitants en cinq ans. 
S'installent aussi la raffinerie BP, une centrale électrique de 500 MW, qui va utiliser le gaz des hauts fourneaux d'Usinor mais dont l'entrée en service n'est finalement prévue qu'en 1962, Air Liquide, Vallourec, la Compagnie Métallurgique de Provence, avec des synergies industrielles locales qui déboucheront au XXIe siècle sur DK6.